# David Caves
David Caves (* 7. August 1979 in Belfast, Nordirland) ist ein britischer Schauspieler.

## Leben
Caves wurde am 7. August 1979 in Belfast als Sohn eines Lehrer-Ehepaares geboren. Er besuchte das Campbell College in seiner Geburtsstadt. Von 1997 bis 2002 studierte er moderne Sprachen, darunter Deutsch und Französisch, an der University of St Andrews. Von seinem Berufswunsch als Lehrer nahm er nach Tätigkeiten als Lehreranwärter in Frankreich Abstand und begann ein Schauspielstudium an der London Academy of Music and Dramatic Art. 2005 schloss er sein Studium ab. Seit 2019 ist er mit Verity Caves, geborene Cunningham, verheiratet.
Einem breiten Publikum wurde Caves ab 2013 durch seine Darstellung des Charakters Jack Hodgson in der Fernsehserie Silent Witness bekannt. Im Folgejahr spielte er im Kurzfilm Paddy sowie in der größeren Rolle des Berenger im Film Ironclad 2 – Bis aufs Blut mit. 2016 folgten Besetzungen im Kurzfilm The Complete Walk: A Midsummer Night’s Dream und im Spielfilm Jackie: Die First Lady. 2019 wirkte er in vier Episoden der Fernsehserie 15 Days in der Rolle des Michael mit und war im selben Jahr auch im Spielfilm Widow’s Walk zu sehen.
Caves ist seit 2003 regelmäßig als Bühnendarsteller zu sehen.

## Filmografie (Auswahl)
- seit 2013: Silent Witness (Fernsehserie)
- 2014: Paddy (Kurzfilm)
- 2014: Ironclad 2 – Bis aufs Blut (Ironclad: Battle for Blood)
- 2016: The Complete Walk: A Midsummer Night’s Dream (Kurzfilm)
- 2016: Jackie: Die First Lady (Jackie)
- 2019: 15 Days (Fernsehserie, 4 Episoden)
- 2019: Widow’s Walk

## Theater (Auswahl)
- 2003: This is Our Youth, The Byre Theatre, St Andrews
- 2004: Romeo and Juliet, LAMDA
- 2004: The Country Wife, LAMDA
- 2004: The Maid's Tragedy, LAMDA
- 2005: Dublin Carol, LAMDA
- 2005: The Crucible, LAMDA
- 2005: Black Hands / Dead Section, LAMDA
- 2005: Three Birds Alighting on A Field, LAMDA
- 2005: Twelfth Night, Love & Madness Productions
- 2005: Wuthering Heights, Love & Madness Productions
- 2006: O’Flaherty VC, Lost Theatre Festival
- 2006: A Life of the Mind, Battersea Arts Centre
- 2006: The Duchess of Malfi, West Yorkshire Playhouse
- 2007: Cymbeline, Cheek by Jowl
- 2007: Young Directors and Designers Summer School, Cheek by Jowl
- 2007: Carve, Tristan Bates Theatre
- 2008: Troilus and Cressida, Cheek by Jowl
- 2009: Stones in his Pockets, Mark Goucher Ltd, UK Tour
- 2009: Mad Forest, Strike Ensemble
- 2009: High School Verse Project, Company Project
- 2010: Macbeth, Cheek by Jowl
- 2010: Much Ado About Nothing, Chester Performs
- 2010: Hercules, Chester Performs
- 2010: The Duchess of Malfi, Royal & Derngate
- 2011: Beggar's Opera, Regent’s Park Open Air Theatre
- 2011: The Changeling, Southwark Playhouse
- 2011: The Taming of the Shrew, Royal Shakespeare Company